# Radost

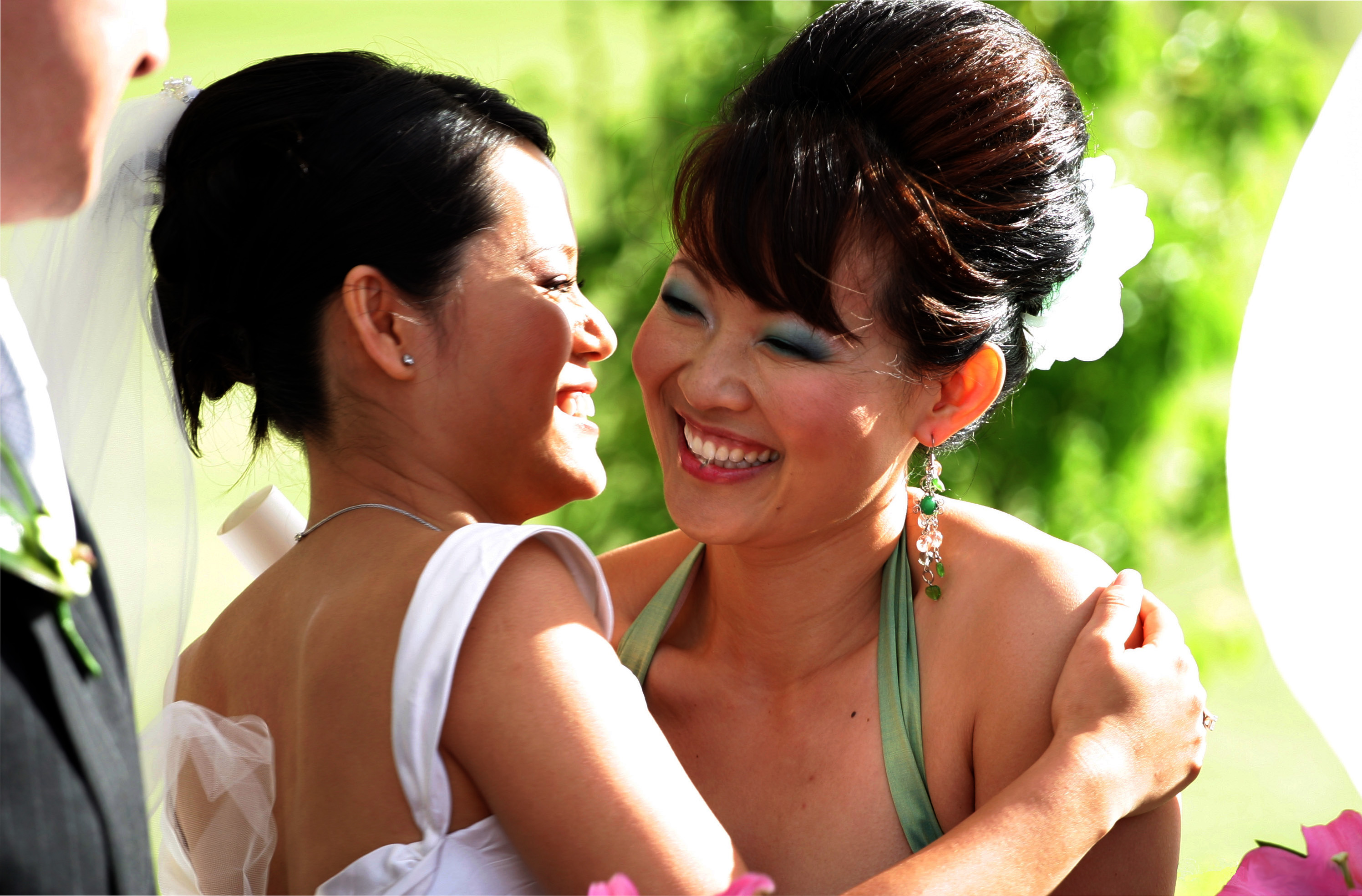
Nevěsta (vlevo) se raduje s družičkou

Radost je příjemná emoce, vznikající v reakci na uspokojování základních potřeb živočichů, zejména ptáků, plazů a savců včetně člověka. Jedná se o tzv. primární emoci.
Slabší formou radosti je spokojenost, silnější je extáze. Trvalejší a intenzivní forma radosti je pocit štěstí. Tělesnými projevy radosti je zvýšení srdečního tepu a krevního tlaku a další motorické projevy, u lidí smích.
Religionista Tomáš Halík poukazuje na to, že „dokonalá radost pochází z proměněné bolesti“.
Opakem radosti je smutek.